# Aleksandar Alempijević
Aleksandar Alempijević (Čačak, 1988. július 25. –) szerb labdarúgó, középpályás. Korábban Szerbiában, a Partizan Belgrádban játszott. Részt vett klubjával 2007-ben egy zürichi ifjúsági tornán.
2010. június 11-én kétéves szerződéshosszabbítást írt alá a KTE-nél. A szerződés lejártával magánéleti okokra hivatkozva nem akart hosszabbítani.
2012. június 20-án 2+1 éves szerződést kötött a Ferencvárossal. Szerződését 2013. augusztus 13-án közös megegyezéssel felbontották.

## Sikerei, díjai
Kecskeméti TE
- Magyar kupa győztes: 2011

Ferencvárosi TC
- Magyar-ligakupa-győztes: 2013